# Stanisław Roszkowski
Stanisław Roszkowski (ur. 9 listopada 1917 w Łudze, zm. 17 stycznia 2019 w Warszawie) – polski lekarz internista, doktor nauk medycznych i stulatek. Specjalista chorób wewnętrznych i analityki klinicznej.

## Życiorys

### Wczesne lata i okres wojny
Przyszedł na świat w 1917 w Rosji. Urodził się w tym miejscu ponieważ jego ojciec jako naczelny maszynista kolei warszawsko-petersburskiej został oddelegowany z rodziną do Ługi. Po odzyskaniu przez Polskę niepodległości w 1918 wraz z rodziną powrócił do rodzinnego dworku na Podlasiu. Pochodził z rodu Roszkowskich pieczętującego się herbem Ogończyk. Miał trzech braci: Ireneusza, Kazimierza i Józefa i trzy siostry: Jadwigę, Reginę i Hannę. Jego dziadkowie ze strony matki czynnie brali udział w powstaniu styczniowym, obaj zostali wywiezieni na Syberię, nigdy nie wrócili. Brat dziadka Jan, także powstaniec, uciekł z flisakami do Gdańska i dalej do Stanów Zjednoczonych. W rodzinie panowała potrzeba rozwoju, kształcenia, pracy i wzajemnej pomocy.
Ukończył Państwowe Gimnazjum i Liceum im. Króla Stanisława Leszczyńskiego w Ostrołęce (obecnie I LO im. Józefa Bema). W 1939 rozpoczął studia z medycyny na Wydziale Lekarskim Uniwersytetu Stefana Batorego w Wilnie. Po wybuchu wojny studiował w ramach tajnego nauczania w Szkole dr Jana Zaorskiego oraz na Uniwersytecie Ziem Zachodnich. Jego wykładowcami byli wybitni lekarze m.in. Witold Zawadowski, Edward Loth, Mściwój Semerau-Siemianowski czy Witold Orłowski. Podczas wojny jako student medycyny odbywał praktyki i mieszkał w służbowym mieszkaniu brata Ireneusza w Szpitalu Przemienienia Pańskiego na warszawskiej Pradze. W kolejnych latach wojny jeździł po warszawie w karetce pomagając rannym żołnierzom podziemia. Dyplom lekarza uzyskał na Wydziale Lekarskim Uniwersytetu Warszawskiego w 1946.

### Kariera
Po ukończeniu studiów został oddelegowany jako lekarz wojskowy do Łodzi. Następnie w 1951 powrócił do Warszawy i rozpoczął pracę w nowo powstałym Instytucie Hematologii i Transfuzjologii. Był jednym z organizatorów instytutu gdzie zaczął tworzyć od podstaw Pracownię Analityki Klinicznej, jedną z najnowocześniejszych w kraju. W instytucie początkowo pracował jako lekarz analityk i z czasem objął funkcję kierownika całej pracowni. W 1953 ukończył specjalizację z zakresu chorób wewnętrznych. Jednocześnie w 1955 wraz z kolegami ze świata medycyny zaczął tworzyć pierwszą w powojennej Polsce prywatną placówkę medyczną. Placówka ta została otwarta w 1956 pod nazwą Spółdzielnia Pracy Specjalistów i Rentgenologów i otrzymała patrona Witolda Zawadowskiego który był wykładowcą założycieli spółdzielni. Od tego momentu pracował jednocześnie w instytucie i w spółdzielni. W 1966 uzyskał tytuł naukowy doktora nauk medycznych na podstawie rozprawy doktorskiej Badania nad zachowaniem się poziomu miedzi w surowicy i krwinkach czerwonych w procesach rozrostowych układu krwiotwórczego. Do przejścia na emeryturę w 1982 był pracownikiem Instytutu Hematologii i jednocześnie pracownikiem przychodni. Od przejścia na emeryturę związał się na stałe ze spółdzielnią. Podobnie jak w instytucie stworzył od podstaw pracownię analityki gdzie również objął funkcję kierownika. Doktor Roszkowski do połowy lat 90. pracował w spółdzielni na cały etat. Oficjalnie pracę zakończył w 2006 w wieku 89 lat.

### Ostatnie lata
W 2017 ukończył 100 lat. Z okazji tej otrzymał listy gratulacyjne od Prezydenta RP, Prezesa Rady Ministrów, Prezesa Zakładu Ubezpieczeń Społecznych i zarządu dzielnicy Wawer. Zmarł 17 stycznia 2019 w wieku 101 lat w domu z przyczyn naturalnych. Msza pogrzebowa dr Stanisława Roszkowskiego odbyła się 23 stycznia 2020 w Kościele Matki Bożej Anielskiej w Warszawie. Pochowany został na Cmentarzu w Radości.

### Życie prywatne
Był dwukrotnie żonaty. Z pierwszą żoną miał dwie córki Joannę oraz Magdalenę i jednego syna Marcina zaś z drugą żoną córkę Marię. Był rodzonym bratem światowej sławy profesora ginekologii Ireneusza Roszkowskiego. Jego chrześnicą jest Elżbieta Carton De Wiart.

## Wybrane publikacje
- Fosfatazy krwi ludzkiej: Wpływ pH na czynność fosfataz czerwonych i białych, współautor z Marią Kucharską (Acta Physiologica Polonica, 1953, Nr 4)
- Fosfatazy krwi ludzkiej: Zachowanie się fosfatazy zasadowej i kwaśnej w chorobach układu krwiotwórczego, współautor z Marią Kucharską (Polski Tygodnik Lekarski, 1953, R VIII, Nr 52)
- Oznaczanie poziomu żelaza w surowicy jako próba różnicowo-rozpoznawcza w żółtaczkach, współautor z Marią Kucharską i Józefem Zajączkowskim (Polski Tygodnik Lekarski, 1954, R. IX. Nr 18)
- Tak zwane łagodne zapalenie osierdzia, współautor z Marią Kucharską i Krystyną Wroczyńską (Wiadomości Lekarskie, 1956, Nr 16)
- Własności biochemiczne i lecznicze preparatu żelaza do wstrzyknięć dożylnych wyprodukowanego w Instytucie Hematologii, współautor z Edwardem Kowalskim, Hanną Czają, Marią Kopeć i J. Kazimierczak (Polskie Archiwum Medycyny Wewnętrznej, 1956, Nr 2)
- Zachowanie się fosfatazy alkaicznej granulocytów u pracowników przemysłu chemicznego i radiologów, współautor z Elżbietą Wichrzycką, Sławomirem Pawelskim i Bohdanem Mdzewskim (Polski Tygodnik Lekarski, 1964, R. XIX, Nr 38)
- Porównawcze badania zdolności wiązania żelaza przez surowicę krwi metodą biologiczną i izotopową, współautor z Lechem Konopką, Sławomirem Pawelskim i Krystyną Radecką (Polski Tygodnik Lekarski, 1965, R.XX, Nr 17)
- Badania nad zachowaniem się uropepsyny u osób cieżko oparzonych, współautor z Wiesławem Nasiłowskim (Polski Tygodnik Lekarski, 1970, R. XXV, Nr 48)
- Metabolizm miedzi w ustroju ludzkim w warunkach fizjologicznych i patologicznych, autor (Diagnostyka Labolatoryjna, 1971, T. VII, Nr 3)[10]
- Przydatność próby z zielenią indocyjaninową w ocenie uszkodzenia wątroby u chorych oparzonych, współautor z Witoldem Ziętkiewiczem i Barbarą Kanią (Polski Tygodnik Lekarski, 1972, R. XXVII, Nr 24)
- Glikoproteidy w surowicy krwi u osób oparzonych, współautor z Barbarą Kanią i Wiesławem Nasiłowskim (Polski Tygodnik Lekarski , 1972, R. XXVII, Nr 21)
- Alfa-1 antytrypsyna w surowicy krwi u oparzonych, współautor z Wiesławem Nasiłowskim i Barbarą Kanią (Polski Tygodnik lekarski, 1975, T. XXX, Nr 44)
- Pomiar przyrostu endogennego tlenku węgla we krwi jako kryterium hemolizy wewnątrzustrojowej, współautor z Krzysztofem Rechowiczem, Jackiem Jastrzębskim, Barbarą Kanią i Sławomirem Pawelskim (Acta Haematologica Polonica, 1977, VII, Nr 2)
- Zachowanie się transferyny w różnych zespołach hematologicznych, współautor z Marią Gepner-Woźniewską, Ewą Sitarską, Włodzimierzem Klucińskim i Lechem Konopką (Acta Haematologica Polonica, 1977, VIII, Nr 1)
- Lipidy w surowicy krwi u oparzonych, współautor z Danutą Sasin i Wiesławem Nasiłowskim (Polski Tygodnik Lekarski, 1981, T XXXVI, Nr 32)

## Odznaczenia
- Krzyż Kawalerski Orderu Odrodzenia Polski
- Złoty Krzyż Zasługi
- Srebrny Krzyż Zasługi
- Brązowy Krzyż Zasługi
- Odznaka honorowa „Za wzorową pracę w służbie zdrowia”